# 欧布里沃站
欧布里沃站是法国的一个铁路车站，位于法国东北部市镇欧布里沃。

## 位置
欧布里沃站位于欧布里沃城区的南部。车站大致呈西南-东北走向，需通过车站西南侧的铁路平交道口前往站台。

## 车站概况
欧布里沃站是一个小型的乘降所，没有任何售票服务及设施，乘客需上车后主动购票或使用通勤卡。
欧布里沃站站内没有地下通道或天桥，前往对向站台的乘客需通过铁路平均道口，因此该站存在一定的安全隐患。

## 停靠线路
以下列车线路在欧布里沃站停靠：
| 欧布里沃站列车线路表   |              |           |        |              |
| 线路                   | 车种         | 上一站    | 下一站 | 大致运行频率 |
| 沙勒维尔-梅济耶尔—日韦 | 法国大区列车 | 维勒-莫朗 | 日韦   | 每天5~9趟    |
| 1.                     |              |           |        |              |

## 配套交通

### 大巴车
欧布里沃站暂无对应的大巴车上下车地点。

### 市内交通
欧布里沃站附近暂无城市公共交通服务。

## 临近车站
| 欧布里沃站（Gare d'Aubrives）  |                  |          |
| 上行车站                       | 线路             | 下行车站 |
| 维勒-莫朗站                    | 苏瓦松－日韦铁路 | 日韦站   |
| - 本表仅显示运营中的线路及车站 |                  |          |